# Негені-Б'ют
Негені-Б'ют (англ. Nahanni Butte) — поселення в Канаді, у  Північно-західних територіях.

## Населення
За даними перепису 2016 року, поселення нараховувало 87 осіб, показавши скорочення на 14,7%, порівняно з 2011-м роком. Середня густина населення становила 1,1 осіб/км².
З офіційних мов обидвома одночасно не володів жоден з жителів, тільки англійською — 85, тільки французькою — 5. Усього 40 осіб вважали рідною мовою не одну з офіційних, з них усі — одну з корінних мов.
Працездатне населення становило 66,7% усього населення, рівень безробіття — 20% (33,3% серед чоловіків та 0% серед жінок). 100% осіб були найманими працівниками, а 0% — самозайнятими.

## Клімат
Середня річна температура становить -2,4°C, середня максимальна – 21,7°C, а середня мінімальна – -32,4°C. Середня річна кількість опадів – 427 мм.
| Клімат поселення                              | Клімат поселення | Клімат поселення | Клімат поселення | Клімат поселення | Клімат поселення | Клімат поселення | Клімат поселення | Клімат поселення | Клімат поселення | Клімат поселення | Клімат поселення | Клімат поселення | Клімат поселення |
| Показник                                      | Січ.             | Лют.             | Бер.             | Квіт.            | Трав.            | Черв.            | Лип.             | Серп.            | Вер.             | Жовт.            | Лист.            | Груд.            |                  |
| Середній максимум, °C                         | −18,59           | −12,73           | −5,32            | 7,02             | 16,00            | 21,68            | 21,08            | 19,07            | 12,98            | 4,31             | −9,42            | −18,5            |                  |
| Середня температура, °C                       | −25,47           | −19,61           | −12,21           | 0,14             | 9,12             | 14,77            | 16,91            | 14,89            | 8,80             | 0,15             | −13,57           | −22,66           |                  |
| Середній мінімум, °C                          | −32,36           | −26,5            | −19,1            | −6,76            | 2,23             | 7,90             | 12,77            | 10,74            | 4,66             | −4,01            | −17,74           | −26,82           |                  |
| Норма опадів, мм                              | 21               | 16               | 15               | 21               | 38               | 59               | 79               | 59               | 43               | 33               | 24               | 19               |                  |
| Середньомісячна швидкість вітру, м/с          | 1.08             | 1.40             | 1.82             | 2.00             | 2.20             | 1.94             | 1.80             | 1.71             | 1.71             | 1.52             | 1.23             | 1.00             |                  |
| Середньомісячна сонячна радіація, кДж/м²·день | 1155             | 3728             | 9127             | 15543            | 19890            | 21531            | 19624            | 15138            | 9205             | 4166             | 1525             | 651              |                  |
| --------------------------------------------- | ---------------- | ---------------- | ---------------- | ---------------- | ---------------- | ---------------- | ---------------- | ---------------- | ---------------- | ---------------- | ---------------- | ---------------- | ---------------- |
| Джерело:                                      |                  |                  |                  |                  |                  |                  |                  |                  |                  |                  |                  |                  |                  |